# Gyula Alberty
Gyula Alberty Kiszel (Debrecen, 4 de julio de 1911-Granada, 9 de abril de 1942) fue un futbolista húngaro que jugaba como portero. Falleció prematuramente por fiebre tifoidea.

## Biografía
Tras un breve paso por el Bocskai Sport Club de su ciudad natal, Alberty debutó como futbolista profesional en 1934 con el Madrid Football Club a los veintitrés años de edad, siendo así el primer futbolista profesional extranjero que debutó con la camiseta del club madrileño. Jugó durante dos temporadas en el club madrileño un total de veinte partidos. Además ganó la Copa del Rey en 1934 y en 1936. Tras el estallido de la Guerra Civil Española fichó por el Le Havre francés. Ya en 1938, con la guerra civil finalizando tuvo un breve paso por el Real Unión Club y después por el Racing Club de Ferrol, club con el que llegó a jugar la final de la Copa del Generalísimo de fútbol 1939 frente al Sevilla F. C.
En el verano de 1939 fichó por el R. C. Celta de Vigo y dos años más tarde fue traspasado al Granada C. F., recién ascendido a la máxima categoría española. Dejó el fútbol debido a una enfermedad, la fiebre tifoidea, la cual fue la causa de su fallecimiento un mes después, el 9 de abril de 1942 a los treinta años de edad. Como homenaje a su carrera, la ciudad de Granada le cedió una tumba para su entierro en el Cementerio de San José, donde reposa hasta la actualidad.

## Clubes
| Club                  | Año       | Partidos |
| --------------------- | --------- | -------- |
| Real Madrid C. F.     | 1934-1936 | 31       |
| Le Havre A. C.        | 1936-1938 | ¿?       |
| Real Unión Club       | 1938      | 0        |
| Racing Club de Ferrol | 1938-1939 | 5        |
| R. C. Celta de Vigo   | 1939-1941 | 34       |
| Granada C. F.         | 1941-1942 | 14       |

## Palmarés
| Torneo | Club              | Año  |
| ------ | ----------------- | ---- |
| Copa   | Real Madrid C. F. | 1934 |
| Copa   | Real Madrid C. F. | 1936 |